# River Phoenix
River Phoenix, geboren als River Jude Bottom (Metolius (Oregon), 23 augustus 1970 – Hollywood (Californië), 31 oktober 1993), was een Amerikaans filmacteur.

## Biografie

### Gezinsleven
River Phoenix was de zoon van John Bottom en Arlyn Sharon Dunetz. Zijn ouders reisden door Zuid-Amerika en waren lid van de Children of God. Toen ze terugkeerden naar de Verenigde Staten veranderden ze hun achternaam in Phoenix. River werd later geboren in Metolius. Hij groeide op in armoede. Hij was de oudere broer van Rain (1972), Joaquin (1974), Liberty (1976) en Summer Phoenix (1978).
Alle familieleden waren vegetariërs. River geloofde niet dat het eten van dieren acceptabel was, maar het was Joaquin die op de leeftijd van vier jaar voorstelde geen dieren meer te eten, nadat hij op een schip een visser een vis zag doden.

### Filmcarrière
River werd al op jonge leeftijd acteur, op aanmoediging van zijn ouders. Hij kreeg in 1982 een rol in de serie Seven Brides for Seven Brothers. De serie werd al na een seizoen van de buis gehaald. Vervolgens kreeg hij kleine rollen in B-films, zoals Celebrity en Robert Kennedy & His Times. Hij werd opgemerkt in de film Explorers (1985) en werd een ster in 1986, nadat de twee succesvolle films Stand by Me en The Mosquito Coast werden uitgebracht.
Na nog een paar films speelde River in 1988 in de film Running on Empty. Hiervoor werd hij genomineerd voor een Oscar op 17-jarige leeftijd. In 1989 was hij in het begin van Indiana Jones and the Last Crusade te zien als Indiana Jones als tiener. Vlak daarna ontmoette hij Keanu Reeves. In 1991 speelde hij met hem in de film My Own Private Idaho, geregisseerd door Gus Van Sant. Hij bleef, ook na de film, bevriend met Van Sant en Reeves. Voor zijn rol als de homoseksuele Mike Waters kreeg River verscheidene prijzen.

### Muziek
Hoewel zijn filmcarrière het meeste geld opbracht voor zijn familie was zijn grote liefde die voor zijn muziek. Hij was zanger, tekstschrijver en gitarist. In 1988 richtte hij de band Aleka's Attic op, samen met zijn zus Rain. Op het PETA-benefietalbum Tame Yourself staat het eerste door Aleka's Attic uitgebrachte nummer: Across the way. In 1986, terwijl hij werkte aan de film A Night in the Life of Jimmy Reardon, schreef hij het nummer Heart to Get. Het nummer was bedoeld voor de aftiteling van de film maar men besloot het niet te gebruiken. Regisseur William Richert gebruikte het wel voor zijn director's cut. Too Many Colors van Aleka's Attic is te horen in de film My Own Private Idaho maar staat niet op de soundtrack van de film. River zingt alle nummers in de film The Thing Called Love zelf en schreef een nummer voor de film: Lone Star State of Mind. In 1996 werd nog een nummer van Aleka's Attic uitgebracht: Note to a Friend. Het staat op het PETA-compilatiealbum In Defense of Animals Volume II. River is te horen op het tweede soloalbum van Red Hot Chili Peppers-gitarist John Frusciante in de nummers Height Down en Well, I've Been. Aleka's Attic heeft voor Rivers dood een volledig album opgenomen: Never Odd or Even. Michael Stipe (R.E.M.) heeft de rechten van het album gekocht maar het tot op heden niet uitgegeven.

### Overlijden
Eind 1993 stierf River Phoenix op 23-jarige leeftijd buiten op de stoep van de nachtclub The Viper Room aan een hartaanval als gevolg van een overdosis heroïne en cocaïne (speedball). Johnny Depp was in die tijd de eigenaar van The Viper Room. Phoenix zou daar deelnemen aan een jamsessie - hij had graag succes willen hebben in de muziek - maar er waren te veel gegadigden en het podium was vol, daarom kon hij niet meedoen. Vrienden van hem geloven dat hij niet opzettelijk overdoseerde. Regisseur George Sluizer had van River geëist dat hij nuchter zou zijn tijdens het werken aan zijn film Dark Blood. Gedurende de maanden waarin gefilmd werd had River zich hieraan gehouden. Die avond nam River de hoeveelheid drugs tot zich die 'gewoon' voor hem was, maar door de ontwenning kon zijn lijf de drugs niet aan.
Na Dark Blood zou hij spelen in de film Interview with the Vampire: The Vampire Chronicles. Hij werd na zijn dood vervangen door acteur Christian Slater. Ook zou hij de rol van Arthur Rimbaud op zich nemen in de film Total Eclipse, een rol die, na Rivers dood, is overgenomen door Leonardo DiCaprio.

## Trivia
- Naast acteren schreef River Phoenix ook.
- Hij heeft gedatet met onder anderen Martha Plimpton, Samantha Mathis en Suzanne Solgot.
- Het geld dat Christian Slater kreeg voor Interview with the Vampire: The Vampire Chronicles, doneerde hij aan Rivers favoriete goede doelen.
- Diverse artiesten schreven na zijn dood een nummer voor of over River Phoenix. Zo zingt de Amerikaanse zangeres Natalie Merchant op haar album Tigerlily een nummer over hem, getiteld River. In het Red Hot Chili Peppers-nummer Give It Away wordt een verwijzing gemaakt naar River, wiens dood erg veel indruk had gemaakt op leadzanger Anthony Kiedis. Dit nummer dateert overigens van voor zijn dood. RHCP-bandlid Flea en River waren goede vrienden. Na Rivers dood schreef Flea dan ook het nummer Transcending voor hem. R.E.M. droeg het album Monster op aan River. In het cd-boekje staat "For River". Zanger van de band, Michael Stipe, was met hem bevriend. In 2008 verscheen op het album Hooverdam van Hugh Cornwell een nummer met de veelzeggende titel Rain On The River. Verder bracht de band Roommate het nummer RP (forget the metaphor) uit als eerbetoon. Tot slot staat op het album Beachyhead van de Nederlandse band The Heights het nummer River Phoenix dat over de acteur gaat.